# Cora Zicai
Cora Zicai (Freiburg im Breisgau, 29 november 2004) is een voetbalspeelster uit Duitsland. Ze speelt als aanvaller voor SC Freiburg in de Bundesliga.

## Clubcarrière
Zicai begon met voetballen bij Sportfreunde Eintracht Freiburg. In 2017 maakte ze de overstap naar stadgenoot en profclub SC Freiburg. In maart 2021 maakte ze in een wedstrijd tegen FC Bayern München haar debuut op het hoogste Duitse voetbalniveau. Een week later maakte ze haar allereerste doelpunt in een wedstrijd tegen MSV Duisburg. Door dit doelpunt werd ze de allerjongste doelpuntenmaakster in de Bundesliga en verbrak ze het record neergezet door Giulia Gwinn. Na afloop van het seizoen kreeg Zicai een bronzen Fritz Walter Medaille voor de grootste talenten in de Bundesliga. Op 16 april 2025 werd bekend dat ze vanaf het seizoen 2025/26 de overstap maakt naar competitiegenoot VfL Wolfsburg.

## Statistieken
| Seizoen | Club        | Land      | Competitie | Wedstrijden | Doelpunten |
| ------- | ----------- | --------- | ---------- | ----------- | ---------- |
| 2020/21 | SC Freiburg | Duitsland | Bundesliga | 8           | 1          |
| 2021/22 | SC Freiburg | Duitsland | Bundesliga | 12          | 0          |
| 2022/23 | SC Freiburg | Duitsland | Bundesliga | 17          | 2          |
| 2023/24 | SC Freiburg | Duitsland | Bundesliga | 22          | 3          |
| 2024/25 | SC Freiburg | Duitsland | Bundesliga | 17          | 8          |
| Totaal  | Totaal      | Totaal    | Totaal     | 76          | 14         |

Laatste update: 16 april 2025

## Interlandcarriere
Zicai kwam met Duitsland - 20 uit op het WK 2022 in Costa Rica en het WK 2024 in Colombia. Op laatsgenoemde had ze met haar land meer succes door de kwartfinales te halen. Zicai kwam op dit eindtoernooi tot drie doelpunten en drie assists. Voor Duitsland -19 kwam Zicai tien keer in actie waarin ze vijf doelpunten wist te maken. Met deze jeugdselectie kwam ze ook in actie op het EK 2022 in België.
In november 2024 werd Zicai voor het eerst opgeroepen voor het Duitse voetbalelftal. Op 29 november 2024, haar twintigste verjaardag, maakte Zicai in een vriendschappelijke wedstrijd tegen Zwitserland haar debuut door in de 46ste minuut in te vallen voor Klara Bühl. Diezelfde wedstrijd maakte ze in de 73ste minuut haar eerste interlanddoelpunt door de stand op 5-0 te brengen. 